# Bright Tetteh Ackwerh
Bright Tetteh Ackwerh, est un artiste satirique ghanéen qui utilise les domaines de l'art populaire, l'art de la rue, de la peinture et de l'illustration pour exprimer  ses convictions. Il a beaucoup exposé  au Ghana et en Afrique de l'Ouest, et s'est fait une place en tant qu'artiste  émergent sur la scène artistique ouest-africaine.

## Biographie

### Enfance et Education
Né à Accra, la capitale du Ghana, Bright a fréquenté une Académie et a étudié les arts visuels pendant ses études secondaires, avant de poursuivre ses études à l'Université des sciences et technologies Kwame Nkrumah (KNUST) du ghana pour obtenir des diplômes BFA et MFA en peinture. Il a obtenu son premier diplôme en 2011 et a été un assistant à l'enseignement l'année  qui a suivi[source secondaire souhaitée].

### Carrière
Il a commencé par exposer ses œuvres via les réseaux sociaux et a également commencé par peindre sur des peintures murales dans les rues de la ville d' Accra. Il a participé à de nombreuses expositions d’art au Ghana et  aussi à l'extérieur du pays. Parmi  ces expositions, nous pouvons citer : l'exposition Art X Lagos  qui s'est déroulé au Nigéria, les expositions à succès de Blaxtarlines à Kumasi et le Chale Wote Street Art Festival à Accra.
En 2016, il fut premier en remportant  le prix Kuenyehia pour l'art contemporain ghanéen lors d'un événement organisé au Ringway Estates school à Accra,. Au fil des années, Bright a utilisé les médias sociaux pour partager et publier ses œuvres afin de  provoquer des sentiments puissants dans le coeur des internautes autour des thèmes qu'il explore dans ses illustrations et ses peintures[source secondaire souhaitée].
Il a également participé à des expositions collectives à Accra et dans plusieurs  autres pays comme : Paris, Johannesburg et Los Angeles. En octobre 2017, il a été présenté dans l'édition d'octobre de la chaine de télévision d'information et continu aux Etats -unis (CNN) African Voices . Il figurait également sur la liste des 10 meilleurs artistes du concours d'art Barclays L'Atelier 2017,,.

### Style
Son style est une représentation satirique des problèmes sociopolitiques et religieux ghanéens d’une manière incisive, ce  qui provoque des conversations, suscite le débat et suscite des réponses. Il s'inspire énormément de d'un musicien et artiviste nigérian appelé  Fela Kuti et d'autres grands héros africains car les sujets de ses œuvres décrivent la manière avec laquelle il transmet ses messages et ses convictions.
Il croit que la culture musicale a un certain pouvoir d'influencer et d'inspirer les gens et il y a toujours l'utilisation de doubles et triples sens qui fournissent des points d'entrée dans certaines des discussions que l'œuvre d'art génère.

### Récompenses
- En 2016, Bright Ackwerh a remporté le prix Kuenyehia pour l'art contemporain ghanéen[9].